# Якубович Леонід Аркадійович
Леоні́д Арка́дійович Якубо́вич (рос. Леонид Аркадьевич Якубович; нар. 31 липня 1945, Москва, Російська РФСР, СРСР) — російський сценарист, театральний актор. Багаторічний ведучий програми «Поле чудес». Народний артист Росії. Член партії «Єдина Росія» з 2004 року.

## Біографія
Народився 31 липня 1945 року в Москві, в єврейській сім'ї.
Батько: інженер, працював у конструкторському бюро, матір: лікар-гінеколог. У школі навчався непогано, проте у восьмому класі був відрахований за прогули через участь в експедиції до Сибіру, котра затяглася. Після відрахування вступив до вечірньої школи. Одночасно працював електромеханіком на заводі Туполєва.
Після завершення навчального закладу обрав для себе мету — стати артистом і вступив одразу до трьох театральних ВНЗ. Утім, батько наполіг, щоби син спершу отримав більш традиційну професію, тому вибір припав на Московський інститут електронного машинобудування. Будучи студентом почав грати у Театрі студентських мініатюр і брати участь у команді КВК. За два роки перевівся до Інженерно-будівельного інституту ім. В.В. Куйбишева, де отримав вищу освіту. Своє рішення пізніше мотивував тим, що там була ліпша команда КВК.
По завершенні ВНЗ упродовж шести років пропрацював на заводі імені Ліхачова, а відтак іще впродовж трьох років у пуско-наладочному управлінні. Всі ці роки не покидав творчості, котра на той період полягала у написанні невеличких історій.
1980-го року зробився членом клубу московських драматургів. Написав чимало мініатюр (загалом — близько 300), які набрали широкої популярності на відміну від самого автора, позаяк згадані твори виконувалися, як правило, іншими артистами.
Здобув популярність у 1991, коли на екрани вийшла передача «Поле чудес». Дебют ведучого відбувся 1 листопада того ж року.
Знімався у кіно. Перша роль — у стрічці «Одного разу двадцять років по тому» (1980). Узяв участь у понад 20 фільмах.
В Україні Леонід Якубович знімав Шоу Диканька, яке транслювалося на Першому національному в 2002 році з повтором на УТ-2 (телеканал)

## Громадянська позиція
Фігурант бази даних центру «Миротворець» як особа, яка незаконно відвідувала окупований Росією Крим, свідомо порушуючи державний кордон України.

## Санкції
З 7 січня 2023 року перебуває під санкціями РНБО за антиукраїнську діяльність.

## Фільмографія
1. 1980 — Одного разу двадцять років по тому - однокласник
2. 1992 — Давайте без фокусов!
3. 1994 — Жених из Майами
4. 1995 — Московские каникулы — міліціонер
5. 1998 — Не послать ли нам гонца? — Камео
6. 2000 — Брат 2 — Камео
7. 2002 — О’кей!
8. 2002 — Русские амазонки (Серіал) — Леонід Аркадійович
9. 2003 — Русские амазонки 2 (Серіал) — Леонід Аркадійович
10. 2004 — Убить карпа — Борис
11. 2005 — Клоунов не убивают — камео